# 배철
배철(裵哲, 1912년 ~ 1953년?)는 한국의 사회주의 계열 독립 운동가로, 남로당의 간부였다.

## 생애
경기도 개성 출생이다. 경성부의 중앙고등보통학교에 다니던 중 학생 운동에 뛰어들어 정학 처분을 받았고, 고향인 개성의 송도고등보통학교에서 광주학생운동의 후속 시위를 주도하다가 체포되는 등 일찍부터 활발한 활동을 했다.
1931년 일본으로 유학을 떠나 니혼 대학에서 수학할 때 일본공산청년동맹에 가입해 제국주의에 반대하는 일본인들과 함께 활동하다가 구속되었다. 그러나 석방된 뒤에도 일본공산당에 입당하여 사회주의 운동을 계속했다. 잠시 귀국했다가 1935년 다시 일본으로 건너가 노동자로 일하면서 좌익 운동을 벌였으며, 1940년 또다시 체포되어 이듬해 풀려났다.
일본 거주중 광복을 맞아 1945년 재일조선인연맹에서 일했고, 이듬해에는 귀국하여 좌익 계열이 조직한 통일 전선 단체인 민주주의민족전선의 상임위원이 되었다. 남로당 경상북도 위원장을 맡았다가 미군정의 남로당 탄압을 피해 월북했다.
남로당 경북위원장 시절부터 유격대를 이끌었고, 한국 전쟁 중인 1952년에는 조선인민군 유격지도처장을 맡아 남한의 남로당 잔존 세력이 지리산 등지에서 벌이던 유격전을 총지도하는 중요한 임무를 맡았다.
그러나 휴전을 앞두고 박헌영의 남로당 수뇌부가 미국의 간첩 혐의로 체포된 박헌영 리승엽 간첩 사건이 터지면서 조선로동당 중앙위원회 연락부장이던 그도 간첩 및 정부 전복 음모 혐의로 재산 몰수형과 함께 사형 선고를 받았다. 재판 기록에 따르면, 이 사건의 피고인들은 김일성과 해외파, 남로당이 연합해 구축한 당시 조선민주주의인민공화국 정부를 전복하고 남로당 계열 중심으로 새 정부를 세울 계획이었다. 군사 부문 전문가였던 배철은 리승엽이 조직한 폭동사령부의 군사조직을 담당하였고, 계획이 성공한 뒤에는 노동상으로 입각할 예정이었다는 혐의를 받았다.
재빠른 재판 진행 과정으로 미루어 사형 선고가 확정된 뒤 곧바로 처형된 것으로 추정되나 정확한 사망 날짜나 경위는 전혀 알려지지 않았다.

## 참고자료
- 조선민주주의인민공화국 최고재판소, 〈미제국주의 고용간첩 박헌영 리승엽 도당의 조선민주주의인민공화국 정권 전복음모와 간첩사건 공판 문헌〉, 평양, 1956년.
- 반민족문제연구소 (1994년 3월 1일). 〈전향과 변신의 길 (정창현)〉. 《청산하지 못한 역사 3》. 서울: 청년사. ISBN 9788972783145.
- 김인덕 (2002년 8월 16일). 《일제시대 민족해방운동가 연구》. 서울: 국학자료원. ISBN 8982069704.